# Ed Rubinoff
Edward „Ed“ Rubinoff (* 12. Juli 1935 in New York City) ist ein ehemaliger US-amerikanischer Tennisspieler.

## Karriere
Rubinoff trat zwischen 1954 und 1967 mehrfach bei den U.S. National Championships an, die später als US Open ausgetragen wurden. Er schied im Einzel jedoch jedes Mal in der ersten Runde aus. 1962 und 1963 spielte er auch in Wimbledon und bei den Internationalen französischen Meisterschaften, die später in French Open umbenannt wurden. Auch hier kam er nie über die dritte Runde hinaus. Seine größten Erfolge feierte er im Mixed, wo er bei den U.S. National Championships dreimal das Finale erreichte, 1963 und 1964 an der Seite von Judy Tegart und 1966 mit Carol Hanks Aucamp.
Seinen letzten Turniersieg feierte Rubinoff 1969 bei der Makkabiade in Tel Aviv. Gemeinsam mit Julie Heldman gewann er die Mixed-Konkurrenz gegen das südafrikanische Mixed-Team.
Im Jahr 1976 wurde Ed Rubinoff in die Hall of Fame der University of Miami aufgenommen, später auch in die Hall of Fame Floridas.

## Persönliches
Ed Rubinoff erlangte 1960 an der University of Miami den Bachelor of Business Administration. Die Law School der Universität schloss er 1966 mit dem Doctor juris ab. Nach seinem Abschluss arbeitete er als Anwalt und spielte nebenbei bei vereinzelten Turnieren Tennis.
Rubinoff gründete 1992 mit zwei Kollegen eine eigene Kanzlei, die ihre Klienten beispielsweise in Gesundheitsthemen oder Versicherungsfragen vertritt. Er arbeitete mehr als 50 Jahre als Anwalt.
Er ist mit Ann King Rubinoff verheiratet, mit der er einen Adoptivsohn und eine Adoptivtochter hat.

## Erfolge bei Grand-Slam-Turnieren

### Mixed

#### Finalteilnahmen
| Nr. | Datum              | Turnier                         | Belag | Partnerin          | Finalgegner                     | Ergebnis       |
| --- | ------------------ | ------------------------------- | ----- | ------------------ | ------------------------------- | -------------- |
| 1.  | 8. September 1963  | U.S. National Championships (1) | Rasen | Judy Tegart        | Margaret Smith Ken Fletcher     | 6:3, 6:8, 2:6  |
| 2.  | 13. September 1964 | U.S. National Championships (2) | Rasen | Judy Tegart        | Margaret Smith John Newcombe    | 6:10, 6:4, 3:6 |
| 3.  | 11. September 1966 | U.S. National Championships (3) | Rasen | Carol Hanks Aucamp | Donna Floyd Fales Owen Davidson | 1:6, 3:6       |